# Campeonato Mundial de Ciclismo en Ruta de 1957

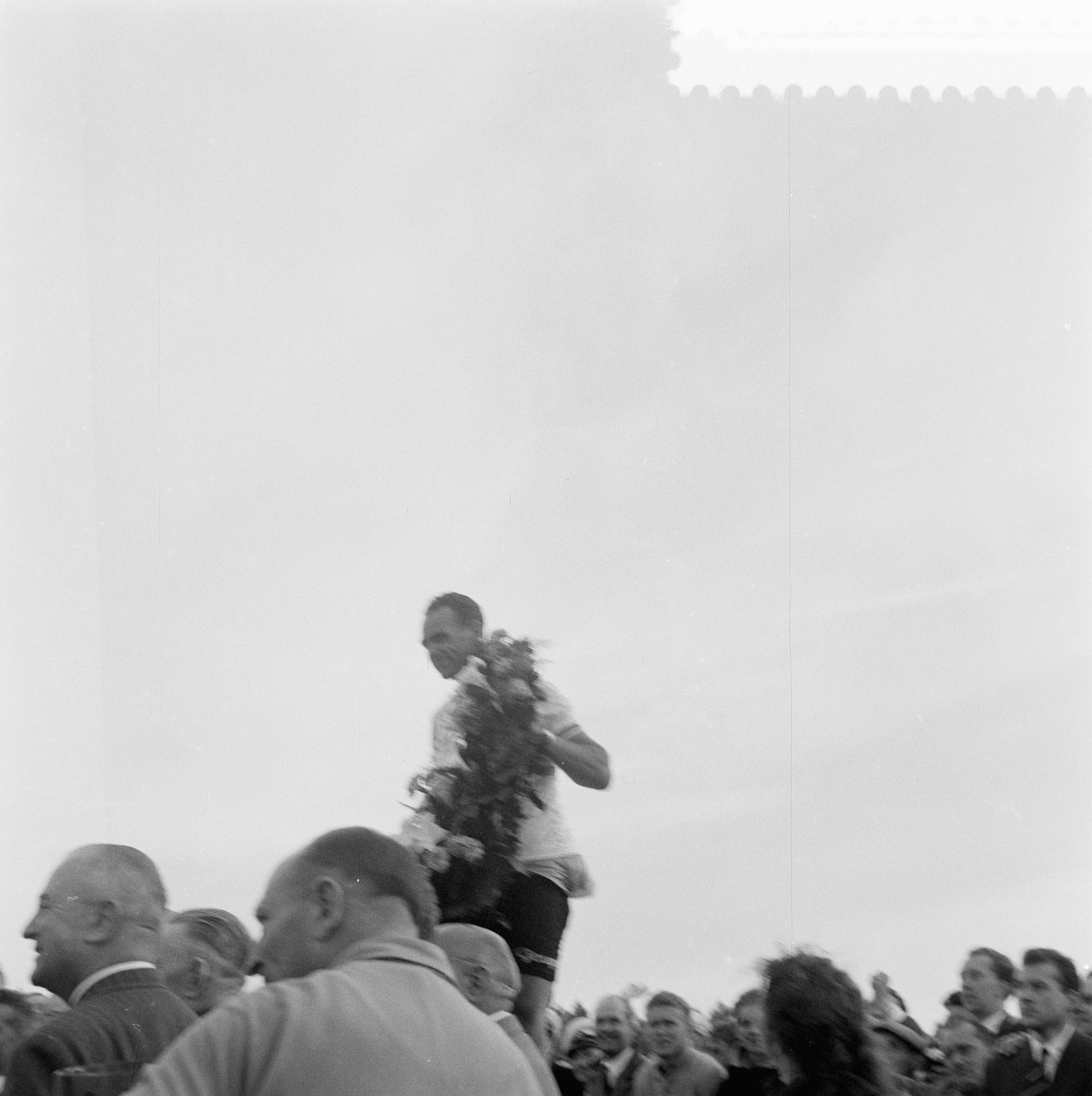
El profesional Rik Steenbergen el 18 de agosto de 1957.

Los Campeonatos del mundo de ciclismo en ruta de 1957 se celebró en la localidad belga de Waregem el 17 y 18 de agosto de 1957. 

## Resultados
| Evento                     | Oro                           | Oro        | Plata                      | Plata | Bronce                        | Bronce |
| -------------------------- | ----------------------------- | ---------- | -------------------------- | ----- | ----------------------------- | ------ |
| Pruebas masculinas         |                               |            |                            |       |                               |        |
| Hombres - carrera en línea | Rik van Steenbergen · Bélgica | 7h 43' 10" | Louison Bobet Francia      | m.t.  | André Darrigade Francia       | m.t.   |
| Amateur - carrera en línea | Louis Proost · Bélgica        | 5h 05' 05" | Arnaldo Pambianco · Italia | m.t.  | Schalk Verhoef · Países Bajos | m.t.   |